# Мегаспорогенез
Мегаспорогенез — процес формування мегаспор називається мегаспорогенез.

## Формування
Він відбувається в нуцеллусі сім'язачатку. Після закладення сім'язачатка і формування нуцеллуса в області мікропіле починає розростатися одна археспоріальная (спорогенная) клітина-мегаспороціт, або материнська клітина мегаспор.
Материнська клітина мегаспор має диплоїдний набір хромосом. У більшості покритонасінних з неї шляхом мейозу утворюються чотири гаплоїдні мегаспори. З них лише одна (зазвичай нижня, звернена до халази, рідше верхня, звернена до мікропіле) дає початок жіночому гаметофіту-зародковому мішку. Решта мегаспори відмирають.
Нуцелус (лат. — горішок) — центральна багатоклітинна частина насінного зачатка голонасінних і покритонасінних рослин, з якої розвивається зародковий мішок.